# Кирково (община)
Кирково (болг. Община Кирково) — община в Болгарии. Входит в состав Кырджалийской области. Население общины 15 декабря 2008 года оценивалось в 22 988 человек, причём в крупнейшем населённом пункте общины — селе Бенковски, в это время проживало 2105 человек.
Административный центр — село Кирково (718 жителей, на 15 декабря 2008 года).
На территории общины находятся месторождения хромовых руд (у сёл Яковица и Костурино), оловянно-цинковых руд (Шумнатица, Чакаларово, Джерово), железных руд (Яковица), нерудных полезных ископаемых: асбеста, гранита, мрамора.
Через Кирково проходит трансъевропейский коридор № 9 из Северной Европы в Грецию. Открытие КПП «Маказа» на болгаро-греческой границе запланировано на 2010 год.

## Состав общины
В состав общины входят следующие населённые пункты:
1. Априлци
2. Бенковски
3. Брегово
4. Бырзея
5. Вылчанка
6. Вырбен
7. Вырли-Дол
8. Горно-Кирково
9. Горно-Кыпиново
10. Горски-Извор
11. Гривяк
12. Дедец
13. Делвино
14. Джерово
15. Добромирци
16. Долно-Кыпиново
17. Домиште
18. Дрангово
19. Дружинци
20. Дрянова-Глава
21. Дюлица
22. Еровете
23. Завоя
24. Загорски
25. Здравчец
26. Каялоба
27. Кирково
28. Китна
29. Козлево
30. Костурино
31. Кран
32. Кремен
33. Крилатица
34. Кукуряк
35. Кырчовско
36. Лозенградци
37. Малкоч
38. Медевци
39. Метличина
40. Метличка
41. Могиляне
42. Мыглене
43. Нане
44. Орлица
45. Островец
46. Пловка
47. Подкова
48. Пресека
49. Первенци
50. Первица
51. Растник
52. Самодива
53. Самокитка
54. Светлен
55. Секирка
56. Средско
57. Старейшино
58. Старово
59. Стоманци
60. Стрижба
61. Тихомир
62. Фотиново
63. Хаджийско
64. Царино
65. Чавка
66. Чакаларово
67. Чичево
68. Чорбаджийско
69. Шипок
70. Шопци
71. Шумнатица
72. Яковица
73. Янино